# Зелений терор
Зелений терор, також Акара бірюзова, акара золотооблямівкова, золотокрая (Andinoacara rivulatus) — яскрава прісноводна риба родини цихлових (Cichlidae).

## Характеристика
Самці досягають завдовжки 30 см (12 дюймів), самиці також можуть досягати такого розміру. Тим не менше, самиці припиняють рости, з часу першого нересту, і залишаються такими до кінця свого життя. Самиці статевозрілими стають приблизно тоді, коли досягають завдовжки 11-12 см, а тому, це є найменшою довжиною, якої вони можуть досягти. Це створює помилкову думку, що самці більші, ніж самиці.
Існує два варіанти забарвлення облямівки плавців: золотисто-оранжеві та білі (білооблямівкові риби були виведені в окремий вид — Andinoacara stalsbergi Musilová, Schindler & Staeck 2009).
У цієї риби потужне тіло з великою головою. Дорослі самці мають добре виражений лоб (жировий наріст), що є характерною рисою багатьох цихлід. Мальки мають неяскраве забарвлення з сріблясто-синіми плямками, у них відсутні яскраві сині, зелені й оранжеві тони і довгі китиці плавців, що є у дорослих риб.

## Природний ареал
Риби походять з Тихоокеанської сторони Південної Америки, в прибережних водах від річки Тумбес в Перу до річки Есмеральдасе в Еквадорі.

## Біологія та екологія
Як випливає з назви цього виду, він може бути вельми агресивним, особливо дорослі риби. Хоча не обов'язково. До того ж, така назва була дана виду в той час, коли не були відомі інші, більш агресивні види цихлід. Мальків цих риб часто можна сплутати з мальками інших схожих видів (в тому числі з Блакитною акарою Andinoacara pulcher).

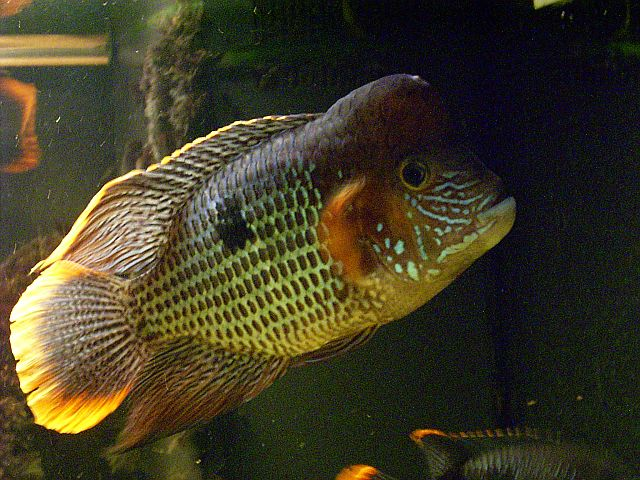
Самець Aequidens rivulatus «Orangesaum»

## Утримання в неволі
Живуть у тропічному кліматі і найкраще себе почувають у воді з рН 6.5-8.0, твердістю до 25,0 DGH, та інтервалом температур 20-24 °C. У зв'язку з деякою агресивність, акваріум для утримання риб повинен бути не менше 100 см завдовжки.
Можуть бути успішно розведені, при досягненні ними 8 см величини. Ікру відкладають на плоский камінь. У догляді за ікрою та мальками беруть участь обоє батьків. Незапліднені ікринки за декілька днів стають білими, в той час як запліднені залишаються коричневого кольору. Молодь можна легко підняти артемією саліна. Під час захисту потомства риби стають дуже агресивними, завдяки своїй великій енергії «Зелений терор» можуть дати успішну відсіч навіть Цихліді-ягуару. Риби мають потужні щелепи й захищають своїх діток до смерті.